# Rampur Maniharan
Rampur Maniharan es un pueblo y nagar Panchayat situado en el distrito de Saharanpur en el estado de Uttar Pradesh (India). Su población es de 27979 habitantes (2011). 

## Demografía
Según el censo de 2011 la población de Rampur Maniharan era de 27979 habitantes, de los cuales 14789 eran hombres y 13190 eran mujeres. Rampur Maniharan tiene una tasa media de alfabetización del 73,15%, superior a la media estatal del 67,68%: la alfabetización masculina es del 80,49%, y la alfabetización femenina del 64,98%.